# شبه‌جزیره فلوریو
شبه‌جزیرهٔ فلوریو (به انگلیسی: Fleurieu Peninsula) یکی از سیزده ناحیه ایالت استرالیای جنوبی است. این منطقه در جنوب شهر آدلاید واقع شده است. وجه تسمیه نام این منطقه از نام یک آب‌نگار فرانسوی به نام چارلز پیر کلارت د فلوریو (به فرانسوی: Charles Pierre Claret de Fleurieu) بوده است که توسط نیکلاس باودین (به فرانسوی: Nicolas Baudin) که نقشه‌کشی فرانسوی بوده است، در سال ۱۸۰۲ نام نهاده شده است.